# Canucks Sports & Entertainment
Canucks Sports & Entertainment (tidigare Orca Bay Sports & Entertainment), är ett kanadensiskt bolag som äger och driver inomhusarenan Rogers Arena och ishockeylagen Vancouver Canucks i NHL och Abbotsford Canucks i AHL. Canucks Sports & Entertainment ägs av Aquilini Investment Group där den drivande kraften är Francesco Aquilini.
Aquilini köpte i november 2004 50 procent av Vancouver Canucks och två år senare de kvarvarande 50 procenten för en total summa av $207 miljoner av den kanadensiska miljardären John McCaw, Jr. Den 29 januari 2008 bytte bolaget till sitt nuvarande namn.
När bolaget hette Orca Bay Sports & Entertainment och drevs av McCaw, ägde de också Vancouver Grizzlies. Denna klubb såldes 2001 till den amerikanska affärsmannen Michael Heisley, som därefter flyttade laget till Memphis, Tennessee och bytte namn till Memphis Grizzlies.
Det rapporterades i maj 2009 att Aquilini och Canucks Sports & Entertainment visade sitt intresse att köpa Indiana Pacers i NBA och flytta laget till Vancouver. Den 15 februari 2011 rapporterade media om att bolaget hade tappat intresse om att förvärva Pacers och man hade istället riktat sina blickar mot New Orleans Hornets.

## Tillgångar

### Nuvarande
- Rogers Arena
- Vancouver Canucks (NHL)
- Utica Comets (AHL)

### Tidigare
- Vancouver Grizzlies (1995-2000)